# 야생여정
《야생여정》은 매주 토요일 오전 11시 30분에 KBS 1TV에서 방송된 한국방송공사의 텔레비전 프로그램이다.

## 내레이션
- 이규원(1회~21회)
- 이상협(22회~35회)

## 방송 시간
| 방송 채널 | 방송 기간                         | 방송 시간                      | 방송 분량 |
| --------- | --------------------------------- | ------------------------------ | --------- |
| KBS 1TV   | 2018년 6월 17일 ~ 2018년 8월 19일 | 매주 일요일 밤 11:20 ~ 12:00   | 40분      |
| KBS 1TV   | 2018년 9월 8일 ~ 2019년 4월 27일  | 매주 토요일 오전 11:30 ~ 12:00 | 30분      |

## 방송 회차 &시청률
| 회차 | 방송 일자        | 제목                           | 전국 시청률 |
| ---- | ---------------- | ------------------------------ | ----------- |
| 1회  | 2018년 6월 17일  | 생명의 선 1편 - DMZ 비무장지대 | 4.0%        |
| 2회  | 2018년 6월 24일  | 생명의 선 2편 - NLL 북방한계선 | 3.6%        |
| 3회  | 2018년 7월 1일   |                                | 2.0%        |
| 4회  | 2018년 7월 8일   |                                | 2.1%        |
| 5회  | 2018년 7월 15일  |                                | 2.7%        |
| 6회  | 2018년 7월 22일  |                                | 2.2%        |
| 7회  | 2018년 7월 29일  | 개구리 대작전                  | 1.5%        |
| 8회  | 2018년 8월 5일   | 위대한 이동                    | 3.2%        |
| 9회  | 2018년 8월 12일  | 통토의 순례자들                | 2.3%        |
| 10회 | 2018년 8월 19일  | 그리운 금강 보고픈 백두        | 2.1%        |
| 11회 | 2018년 9월 8일   | 타이가 사냥꾼들                | 4.2%        |
| 12회 | 2018년 9월 15일  | 바다의 전술자들                | 4.2%        |
| 13회 | 2018년 9월 22일  | 생명의 순환                    | 5.0%        |
| 14회 | 2018년 9월 29일  | 오카방고의 지배자              | 4.8%        |
| 15회 | 2018년 10월 13일 | 할머니네 산골동화              | 4.7%        |
| 16회 | 2018년 10월 20일 | 야생을 품은 정원               | 3.8%        |
| 17회 | 2018년 10월 27일 | 유인원의 숲                    | 4.2%        |
| 18회 | 2018년 11월 3일  | 상어의 눈물                    | 3.9%        |
| 19회 | 2018년 11월 10일 | 강의 전설                      | 4.7%        |
| 20회 | 2018년 11월 17일 | 바닷길의 이정표                | 4.9%        |
| 21회 | 2019년 1월 5일   | 똑똑한 바다의 문어             | 5.6%        |
| 22회 | 2019년 1월 12일  | 잘피 바다의 꽃이라네           | 4.5%        |
| 23회 | 2019년 1월 19일  | 질주본능 표범장지뱀            | 5.5%        |
| 24회 | 2019년 1월 26일  | 오호츠크해 검은 강의 선물      | 5.7%        |
| 25회 | 2019년 2월 9일   | 보고 싶다 귀신고래             | 6.2%        |
| 26회 | 2019년 2월 16일  | 스발바드의 봄                  | 5.7%        |
| 27회 | 2019년 2월 23일  | 물영아리 오름 소나타           | 4.2%        |
| 28회 | 2019년 3월 2일   | 도롱뇽 지질학                  | 4.4%        |
| 29회 | 2019년 3월 9일   | 진화의 타임캡슐 마다가스카르   | 5.1%        |
| 30회 | 2019년 3월 16일  | 곤드와나의 고대생물            | 5.7%        |
| 31회 | 2019년 3월 23일  | 고라니와 살아가기              | 5.8%        |
| 32회 | 2019년 4월 6일   | 철책 너머 봄                   | 4.7%        |
| 33회 | 2019년 4월 13일  | 갯벌은 살아있다                | 5.1%        |
| 34회 | 2019년 4월 20일  | 봄꽃 열전                      | 3.9%        |
| 35회 | 2019년 4월 27일  | 엄마야 누나야 강변살자         | 3.1%        |